# Mariakerk (Reutlingen)
De Mariakerk (Duits: Marienkirche) is een protestants kerkgebouw in de Württembergse stad Reutlingen. Het godshuis geldt als een van de mooiste gotische bouwwerken van Württemberg en is sinds 1988 een monument van nationale belang.

## Geschiedenis
De Mariakerk werd tussen 1247 en 1343 gebouwd. Aanleiding van de bouw zou een belegering in het jaar 1247 zijn. Toen de vijandelijke troepen van landgraaf Hendrik Raspe IV zich voor de poorten van Reutlingen ophielden, beloofden de burgers van de stad om een kapel ter ere van de Heilige Maagd te bouwen als de vijand zich zou terugtrekken. Toen de vijand inderdaad de aftocht blies, lieten zij een stormram achter. Deze stormram zou maatgevend worden voor de lengte van het kerkschip. De stormram zelf werd later op verzoek van keizer Maximiliaan II uit de kerk verwijderd, maar omdat de tegenoverliggende huizen te dicht op het hoofdportaal van de kerk stonden, moesten er aan de oostzijde van het kerkgebouw stenen uit de muur worden gebroken om de 36,5 meter lange ram het gebouw uit te werken.
Op de 71 meter hoge toren van de kerk staat een vergulde engel uit 1343. De koperen engel is 1,40 meter hoog en om met de wind mee te kunnen draaien heeft het beeld slechts één vleugel.
De bekende Duitse hervormer Matthäus Alber werkte in de jaren 1520-1540 in de kerk, die van hieruit de hervormingsleer van Maarten Luther in Reutlingen en zuidwest Duitsland verspreidde. Sindsdien is de Mariakerk het centrum van de protestantse gemeenschap van Reutlingen.
De Mariakerk raakte tijdens de stadsbrand van 1726 zwaar beschadigd. Het gehele interieur ging toen verloren, met uitzondering van het Heilige Graf (1510-1520) en het doopvont uit 1499.
Tussen 1893 en 1901 werd de kerk in neogotische stijl gerestaureerd.

## Orgels
Het grote kerkorgel werd in 1987-1988 gebouwd door Rieger Orgelbau GmbH uit Schwarzach. Het sleepladen-instrument vervoegt over 53 registers (3.813 pijpen) op drie manualen en pedaal en heeft een vrijstaande speeltafel. Het Weigle-koororgel stamt uit 1967 en heeft 16 registers op twee manualen en pedaal. Daarnaast heeft de kerk nog een kistorgel uit 1998 (Friedrich Lieb) met 3 ½ registers. Alle drie de orgels hebben een mechanische speel- en registertraktuur.
Elk jaar vinden in de zomer meerdere concerten onder de naam Reutlinger Orgelsommer plaats.

## Afbeeldingen

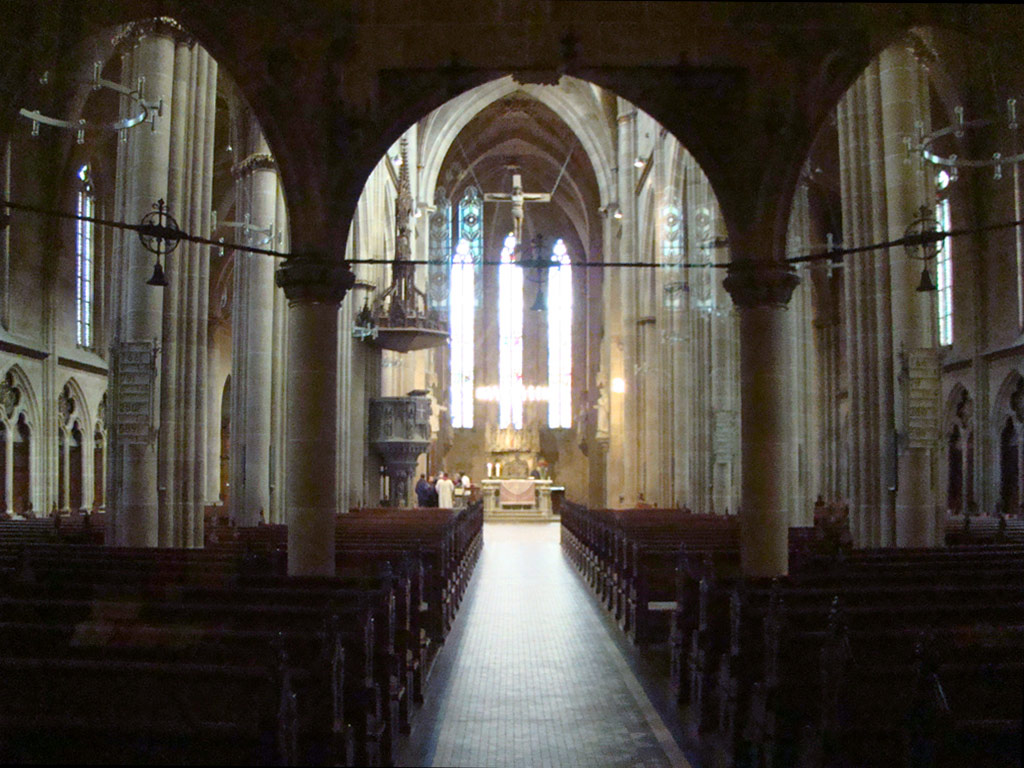
Interieur
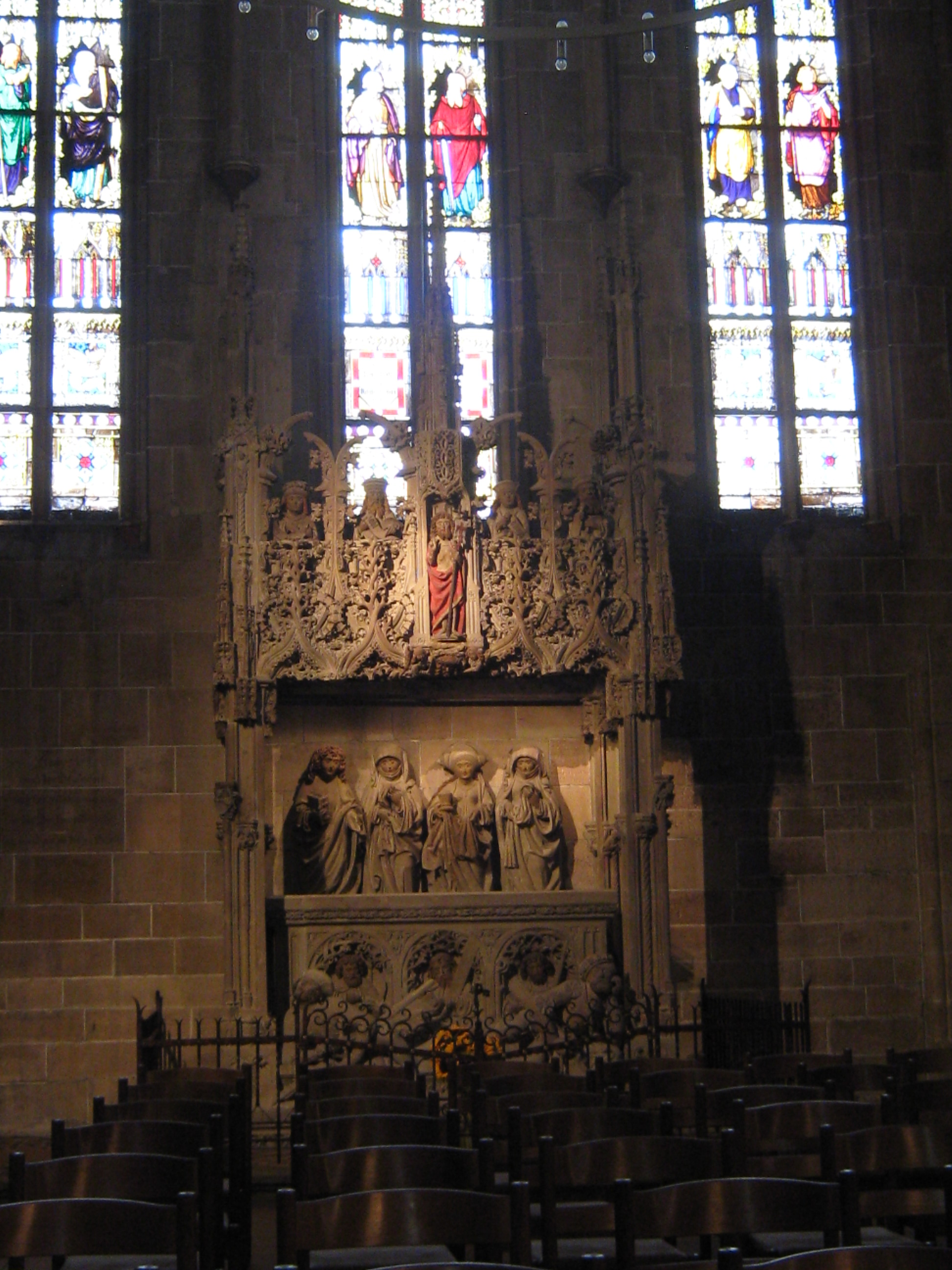
Heilig Graf (1510-1520)
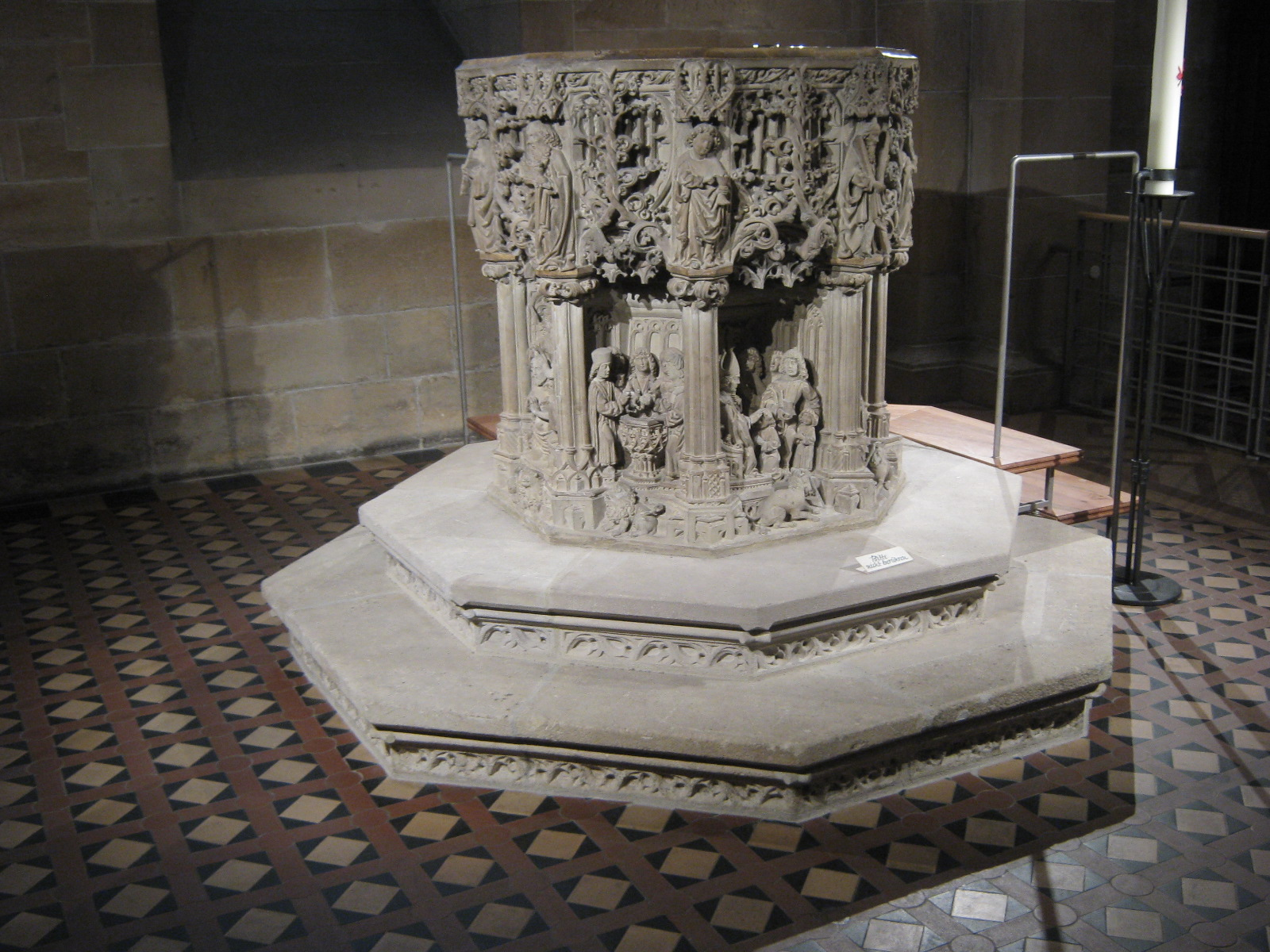
Doopvont (1499)